# Stranded (Marike-van-Dijk-Album)
Stranded ist ein Jazzalbum von Marike van Dijk. Die 2022 im Bimhuis in Amsterdam entstandenen Aufnahmen erschienen 2023 bei Brooklyn Jazz Underground Records und auf der Plattform Bandcamp.

## Hintergrund
Wie andere Kolleginnen nutzte auch die niederländische Saxophonistin und Komponistin Marike van Dijk die während der COVID-19-Pandemie verhängten Reisebeschränkungen, um sich auf ihre musikalische Arbeit zu konzentrieren. Das Ergebnis ist dieses vierte Album als Bandleaderin, das während ihrer Isolation in Brisbane (Australien) entstand, wo sie über  abstrakte Kompositionstechniken promovierte. Nach ihrem Debüt im Jahr 2010 mit Patches of Blue zog die Saxophonistin nach New York, wo sie sich auf Kompositionen für große Ensembles spezialisierte. So entstand das Stereography Project, mit dem sie zwischen 2015 und 2018 zwei Alben aufnahm.
Im Auftrag des North Sea Jazz Festival (2020) und mit der Unterstützung des Niederländischen Fonds für darstellende Künste entstand „Stranded“. Diese Musik wurde beim North Sea Jazz Festival erst 2022 uraufgeführt und zur Veröffentlichung im Bimhuis (Amsterdam) aufgenommen. Bei „Stranded“ geht es darum, während der Corona-Krise in Australien gestrandet zu sein. Marike van Dijk (Saxophone) spielte das Album mit Ben van Gelder (Saxophon/Flöte), Louk Boudesteijn (Posaune), Amber Docters van Leeuwen (Cello), Keisuke Matsuno (Gitarre), Jozef Dumoulin (Keyboard), Sean Fasciani (Bass) sowie den Schlagzeugern Joost Patocka und Mark Schilders ein.

## Titelliste
- Marike van Dijk Nonet: Stranded

1. Prelude to Stranded 1:14
2. Fever Dream 6:15
3. Changes 5:52
4. Sun 4:49
5. Stranded 7:01
6. 25 Notes 11:57
7. Island Time 7:35
8. Island Time Afterlude 2:42
9. Landed 6:36

Die Kompositionen stammen von Marike van Dijk.

## Rezeption
Dieses Album sei so etwas wie eine Synthese vergangener Erfahrungen; Marike van Dijk spiele weiterhin Alt- und Sopransaxophon und bringe dabei die Erfahrung einer Komponistin und Bandleaderin ein, in der sie abstrakte Kammermusik mit offenen Jazzformen verbinde, ohne dabei die klare melodische Prägung des Grundtons, Themen und zeitgenössische Ideen zu vernachlässigen, schrieb Angelo Leonardi in All About Jazz. Das Ergebnis sei ein farbenfrohes Album mit vielen Feinheiten, bei dem die Verbindung zwischen klassischen Vorgehensweisen und freier (bzw. „post-freier“)  Improvisation nicht zu etwas Abstrusem und Solipsistischem führe. Stattdessen gebe es eine schöne Verwendung populärer Klänge und ausdrucksstarker Formen, wie der metallischen Gitarre von Keisuke Matsuno („Stranded“), aufgeregter Rhythmen mit Rockmusik-Anleihen.